# Le Coup du siècle
Pour l’article homonyme, voir Le Coup du siècle (film, 2019).
Pour plus de détails, voir Fiche technique et Distribution.
Le Coup du siècle (Deal of the Century) est un film américain réalisé par William Friedkin, sorti en 1983.

## Synopsis
Des trafiquants d'armes s'affrontent pour revendre celles-ci à un dictateur sud-américain.

## Fiche technique
- Titre français : Le Coup du siècle
- Titre original : Deal of the Century
- Réalisation : William Friedkin
- Scénario : Paul Brickman, d'après le roman de Bernard Edelman
- Musique : Arthur B. Rubinstein
- Photographie : Richard H. Kline
- Montage : Jere Huggins, Ned Humphreys & Bud S. Smith (en)
- Production : Bud Yorkin
- Sociétés de production : Warner Bros. & Dream Quest Images
- Société de distribution : Warner Bros.
- Pays de production :  États-Unis
- Langue : Anglais
- Format : Couleur - Dolby - 35 mm - 1.85:1
- Genre : Comédie
- Durée : 99 min
- Date de sortie :
  - États-Unis : 4 novembre 1983
  - France : 1987 (en vidéo)

## Distribution
- Chevy Chase (VF : Richard Darbois) : Edward « Eddie » Muntz
- Sigourney Weaver (VF : Pauline Larrieu) : Catherine DeVoto
- Gregory Hines (VF : Emmanuel Gomès Dekset) : Ray Kasternak
- Vince Edwards (VF : Jean-Pierre Moulin) : Frank Stryker
- William Marquez (VF : Serge Lhorca) : le général Cordosa
- Eduardo Ricard : le colonel Vargas Salgado
- Wallace Shawn (VF : Roger Crouzet) : Harold DeVoto
- Charles Levin (VF : Jean-Luc Kayser) : le professeur Rechtin
- Ebbe Roe Smith : Bob
- J.W. Smith : Will
- Graham Jarvis (VF : Jacques Brunet) : Babers
- Richard Libertini (VF : Mostéfa Stiti) : Kai Masaggi
- Maurice Marsac (VF : Jean-François Laley) : l'industriel français
- Joe Ross (VF : Jacques Brunet) : l'interprète russe
- Tony Plana (VF : François Leccia) : Tony
- Louis Giambalvo (VF : Claude Joseph) : Freddie Muntz
- Richard Herd (VF : Michel Gudin) : Lyle
- Tracey Walter (VF : Philippe Peythieu) : le technicien de l'ordinateur Luckup
- Randi Brooks : Mme Della Rosa
- Helen Martin : la troisième baptiste
- Ray Manzarek (VF : Vincent Violette) : Charlie Simbo
- Alex Colon (VF : Jo Camacho) : un voyou de rue
- David Hall (VF : Jean-Claude Robbe) : Rick Penido
- Loyda Ramos (VF : Martine Meirhaeghe) : la femme Chicano